# Règle semi-circulaire
Pour améliorer la sécurité en vol des aéronefs, l'organisation de l'aviation civile internationale (OACI) a mis au point la règle semi-circulaire. 

## Description
La règle semi-circulaire a été créée en particulier pour réduire le risque de collision aérienne. 

Cette règle se base sur la séparation aérienne des trafics en croisière. 

Cette règle est active au-dessus du niveau 30.

## Séparation entre IFR et VFR
Une première séparation a été proclamée entre les vols VFR et IFR :
- Les trafics IFR doivent avoir un niveau de croisière se terminant par 0 : FL50, FL60, FL70...
- Les trafics VFR doivent avoir un niveau de croisière se terminant par 5 : FL55, FL65, FL75...

## Parité en IFR
La séparation de 500 pieds entre les trafics IFR et VFR n'étant pas suffisante, une seconde séparation a été créée. 

Cette loi scinde les niveaux de vol IFR en deux catégories :
- Les niveaux pairs
- Les niveaux impairs

| Niveaux IFR pairs | Niveaux IFR impairs |
| ----------------- | ------------------- |
| FL40              | FL50                |
| FL60              | FL70                |
| FL80              | FL90                |
| FL100             | FL110               |
| FL120             | FL130               |
| FL140             | FL150               |
| FL160             | FL170               |
| FL180             | FL190               |
| FL200             | FL210               |
| FL220             | FL230               |
| FL240             | FL250               |
| FL260             | FL270               |
| FL280             | FL290               |

Au-dessus du niveau 290, la séparation n'est plus assurée par la règle semi-circulaire mais par la réglementation RVSM.

## Parité en VFR
La séparation paritaire des trafics VFR est semblable à celle des trafics IFR. 

Il existe deux types de niveaux :
- Les niveaux pairs
- Les niveaux impairs

| Niveaux VFR pairs | Niveaux VFR impairs |
| ----------------- | ------------------- |
| FL45              | FL55                |
| FL65              | FL75                |
| FL85              | FL95                |
| FL105             | FL115               |
| FL125             | FL135               |
| FL145             | FL155               |
| FL165             | FL175               |
| FL185             | FL195               |

Le vol VFR est interdit au-dessus du niveau 195.

## Direction
Le choix du type de niveaux (pairs ou impairs) se base sur la direction du vol. 

Un vol aura comme niveau :
- Impair si sa Route Magnétique est orientée de 000° à 179°
- Pair si sa Route Magnétique est orientée de 180° à 359°

## Réglementation par Pays
Chaque autorité compétente par pays est libre de choisir quelle configuration attribuer à quels trafics.

Dans le monde :
- L'usage de la configuration Est/Ouest est majoritaire pour tous les types de vols[2].

En France, depuis 2020 :
- Est/Ouest pour les trafics VFR et IFR sous le FL 195.
- Nord/Sud pour les trafics IFR évoluant dans l'UTA (FL compris entre 195 et 660)[3]